# Lars Bender
Lars Bender (Rosenheim, 27 aprile 1989) è un allenatore di calcio ed ex calciatore tedesco, di ruolo difensore o centrocampista, tecnico del Wacker Burghausen.
Dopo gli esordi nel Monaco 1860, è acquistato dal Bayer Leverkusen, club nel quale ha militato per dodici stagioni consecutive, di cui cinque da capitano, e di cui è considerato un simbolo; al termine della carriera sportiva, in segno di riconoscenza per la lunga militanza nel club, è stato insignito del titolo di capitano onorario (il settimo nella ultracentenaria storia della franchigia), riconoscimento concesso ai calciatori ritenuti perni della storia del club. Con 342 apparizioni ufficiali (256 in campionato) con la maglia delle "aspirine" è nella top-ten dei giocatori più presenti della storia del club, sia in campo nazionale che in assoluto.
Vanta 19 apparizioni e 4 goal con la maglia della Nazionale Tedesca, con la quale ha preso parte ad Euro 2012.

## Biografia
Ha un fratello gemello, Sven Bender, con cui ha giocato nel Bayer Leverkusen.

## Caratteristiche tecniche
Centrocampista centrale duttile e completo tecnicamente, è in grado di agire anche da mediano, trequartista e terzino destro (ruolo ricoperto in nazionale e nel finale di carriera a Leverkusen). Dotato di un fisico potente e slanciato, seppur non rapidissimo, si distingue per la grinta e l'intensità con cui è solito affrontare i match; queste caratteristiche, unite ad uno stile di gioco spericolato e a delle naturali doti di leadership, ne fanno un punto di riferimento per tifosi e compagni.
Giocatore disciplinato tatticamente e calcisticamente intelligente, ha ricoperto per buona parte della carriera il ruolo di distruttore del gioco avversario e di equilibratore della squadra, sebbene abbia mostrato in più occasioni di poter agire proficuamente anche da centrocampista "box-to-box", come testimoniano il buon numero di goal e assist messi a referto in carriera.
Nonostante le caratteristiche difensive, la buona tecnica individuale e una notevole rapidità di pensiero lo rendono in grado di agire sia da primo costruttore della manovra (soprattutto in contesti votati al contropiede), sia da "trequartista di disturbo", in marcatura sul regista avversario.
La sua carriera è stata negativamente influenzata da molteplici e gravi infortuni, sia di natura accidentale che causati dallo stile di gioco senza remore che ne ha caratterizzato l'intera vita sportiva; queste complicazioni lo hanno portato ad un ritiro precoce dall'attività agonistica, avvenuto a soli 31 anni.
Nei primi anni di carriera è stato paragonato a Steven Gerrard.

## Carriera

### Club
Dopo aver trascorso le giovanili nell'Unterhaching, nel 2006 viene prelevato dal Monaco 1860 che lo inserisce in prima squadra giovanissimo, a 17 anni. La sua prima apparizione professionistica arriva il 27 novembre 2006, in occasione del match di Seconda divisione tedesca contro il Coblenza. Il 3 ottobre 2008, nella partita contro il Francoforte, diventa il più giovane capitano della storia della squadra, indossando la fascia a 19 anni.
Nel 2009 firma per il Bayer Leverkusen, andando a segno per la prima volta con la nuova maglia il 29 ottobre 2010 contro l'Eintracht Francoforte. Nella stagione 2010-2011, nonostante l'arrivo di Michael Ballack, trova comunque notevole spazio nella squadra, diventandone presto una pedina fondamentale.
Il 21 dicembre 2020, Lars Bender e suo fratello Sven annunciano il loro ritiro dal calcio giocato. Il 22 maggio 2021 entrambi giocano la loro ultima partita con il Bayer Leverkusen nell'ultima giornata di Bundesliga contro il Borussia Dortmund. All'89' minuto della partita, Lars Bender segna un calcio di rigore che il portiere del Dortmund, Roman Bürki,  non cerca di parare volutamente, per far sí che il tedesco concluda con un gol la sua carriera.

### Nazionale

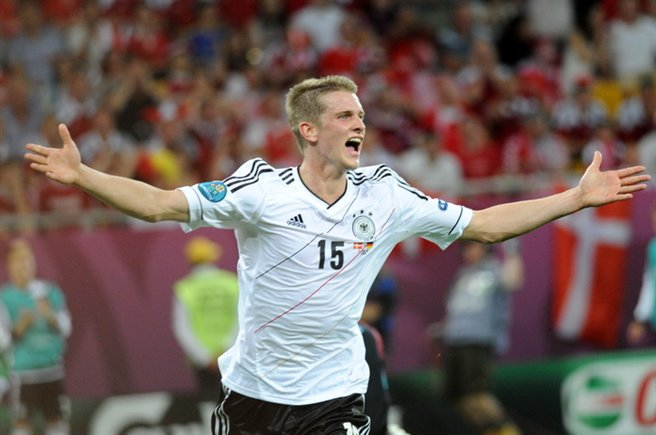
Bender esulta dopo il gol alla Danimarca in una partita di Euro 2012.

Ha partecipato, con la nazionale tedesca Under-19, ai campionati europei di categoria. È stato tra i protagonisti della sua squadra per tutto il torneo, vinto in finale contro l'Italia under 19. Esordisce con la nazionale maggiore il 4 settembre 2011, sostituendo il compagno di squadra Simon Rolfes nella partita contro la Nazionale Polacca.
Nel giugno del 2012 viene inserito dal CT Joachim Löw nella lista dei 23 giocatori che partecipno in Polonia e Ucraina a Euro 2012. Nella terza giornata del girone eliminatorio segna il gol del decisivo 1-2 ai danni della Danimarca, vittoria che garantisce ai tedeschi la qualificazione per i quarti di finale a punteggio pieno. Il 29 maggio 2013 mette a segno la sua prima doppietta con la maglia della nazionale tedesca nella vittoria per 4-2 in amichevole contro Ecuador.
Nell'estate 2016 prende parte alle Olimpiadi di Rio, manifestazione in cui la squadra tedesca si aggiudica la medaglia d'argento nel torneo olimpico di calcio.

## Statistiche

### Presenze e reti nei club
Statistiche aggiornate al 30 giugno 2021.
| Stagione                   | Squadra                    | Campionato                 | Campionato | Campionato | Coppe nazionali | Coppe nazionali | Coppe nazionali | Coppe continentali | Coppe continentali | Coppe continentali | Altre coppe | Altre coppe | Altre coppe | Totale | Totale |
| Stagione                   | Squadra                    | Comp                       | Pres       | Reti       | Comp            | Pres            | Reti            | Comp               | Pres               | Reti               | Comp        | Pres        | Reti        | Pres   | Reti   |
| -------------------------- | -------------------------- | -------------------------- | ---------- | ---------- | --------------- | --------------- | --------------- | ------------------ | ------------------ | ------------------ | ----------- | ----------- | ----------- | ------ | ------ |
| 2006-2007                  | Monaco 1860 II             | RSüd                       | 9          | 1          |                 | -               | -               | -                  | -                  | -                  | -           | -           | -           | 9      | 1      |
| 2006-2007                  | Monaco 1860                | ZL                         | 13         | 0          | CG              | 0               | 0               | -                  | -                  | -                  | -           | -           | -           | 13     | 0      |
| 2007-2008                  | Monaco 1860                | ZL                         | 28         | 1          | CG              | 3               | 0               | -                  | -                  | -                  | -           | -           | -           | 31     | 1      |
| 2008-2009                  | Monaco 1860                | ZL                         | 15         | 3          | CG              | 2               | 0               | -                  | -                  | -                  | -           | -           | -           | 17     | 3      |
| 2009-2010                  | Monaco 1860                | ZL                         | 2          | 0          | CG              | 1               | 0               | -                  | -                  | -                  | -           | -           | -           | 3      | 0      |
| Totale Monaco 1860         | Totale Monaco 1860         | Totale Monaco 1860         | 58         | 4          |                 | 6               | 0               |                    | -                  | -                  |             | -           | -           | 64     | 4      |
| 2009-2010                  | Bayer Leverkusen II        | RWest                      | 2          | 0          |                 | -               | -               | -                  | -                  | -                  | -           | -           | -           | 2      | 0      |
| 2010-2011                  | Bayer Leverkusen II        | RWest                      | 1          | 0          |                 | -               | -               | -                  | -                  | -                  | -           | -           | -           | 1      | 0      |
| Totale Bayer Leverkusen II | Totale Bayer Leverkusen II | Totale Bayer Leverkusen II | 3          | 0          |                 | -               | -               |                    | -                  | -                  |             |             |             | 3      | 0      |
| 2009-2010                  | Bayer Leverkusen           | BL                         | 20         | 1          | CG              | 1               | 0               | -                  | -                  | -                  | -           | -           | -           | 21     | 1      |
| 2010-2011                  | Bayer Leverkusen           | BL                         | 27         | 3          | CG              | 2               | 0               | UEL                | 12                 | 0                  | -           | -           | -           | 41     | 3      |
| 2011-2012                  | Bayer Leverkusen           | BL                         | 28         | 4          | CG              | 1               | 0               | UCL                | 8                  | 1                  | -           | -           | -           | 37     | 5      |
| 2012-2013                  | Bayer Leverkusen           | BL                         | 33         | 3          | CG              | 3               | 0               | UEL                | 5                  | 0                  | -           | -           | -           | 41     | 3      |
| 2013-2014                  | Bayer Leverkusen           | BL                         | 29         | 3          | CG              | 4               | 1               | UCL                | 6                  | 0                  | -           | -           | -           | 39     | 4      |
| 2014-2015                  | Bayer Leverkusen           | BL                         | 26         | 1          | CG              | 2               | 0               | UCL                | 7                  | 0                  | -           | -           | -           | 35     | 1      |
| 2015-2016                  | Bayer Leverkusen           | BL                         | 11         | 1          | CG              | 2               | 1               | UCL                | 4                  | 0                  | -           | -           | -           | 17     | 2      |
| 2016-2017                  | Bayer Leverkusen           | BL                         | 9          | 0          | CG              | 0               | 0               | UCL                | 3                  | 0                  | -           | -           | -           | 12     | 0      |
| 2017-2018                  | Bayer Leverkusen           | BL                         | 21         | 2          | CG              | 3               | 1               | -                  | -                  | -                  | -           | -           | -           | 24     | 3      |
| 2018-2019                  | Bayer Leverkusen           | BL                         | 20         | 1          | CG              | 2               | 0               | UEL                | 5                  | 0                  | -           | -           | -           | 21     | 1      |
| 2019-2020                  | Bayer Leverkusen           | BL                         | 18         | 2          | CG              | 2               | 0               | UCL+UEL            | 4+4                | 0+0                | -           | -           | -           | 28     | 2      |
| 2020-2021                  | Bayer Leverkusen           | BL                         | 14         | 1          | CG              | 2               | 1               | UEL                | 4                  | 0                  | -           | -           | -           | 20     | 2      |
| Totale Bayer Leverkusen    | Totale Bayer Leverkusen    | Totale Bayer Leverkusen    | 256        | 22         |                 | 24              | 4               |                    | 62                 | 1                  |             |             |             | 342    | 27     |
| Totale carriera            | Totale carriera            | Totale carriera            | 326        | 27         |                 | 30              | 4               |                    | 62                 | 1                  |             |             |             | 418    | 32     |

#### Cronologia presenze e reti in nazionale
| Cronologia completa delle presenze e delle reti in nazionale ― Germania | Cronologia completa delle presenze e delle reti in nazionale ― Germania | Cronologia completa delle presenze e delle reti in nazionale ― Germania | Cronologia completa delle presenze e delle reti in nazionale ― Germania | Cronologia completa delle presenze e delle reti in nazionale ― Germania | Cronologia completa delle presenze e delle reti in nazionale ― Germania | Cronologia completa delle presenze e delle reti in nazionale ― Germania | Cronologia completa delle presenze e delle reti in nazionale ― Germania |
| Data                                                                    | Città                                                                   | In casa                                                                 | Risultato                                                               | Ospiti                                                                  | Competizione                                                            | Reti                                                                    | Note                                                                    |
| ----------------------------------------------------------------------- | ----------------------------------------------------------------------- | ----------------------------------------------------------------------- | ----------------------------------------------------------------------- | ----------------------------------------------------------------------- | ----------------------------------------------------------------------- | ----------------------------------------------------------------------- | ----------------------------------------------------------------------- |
| 6-9-2011                                                                | Danzica                                                                 | Polonia                                                                 | 2 – 2                                                                   | Germania                                                                | Amichevole                                                              | -                                                                       | 77’                                                                     |
| 11-11-2011                                                              | Kiev                                                                    | Ucraina                                                                 | 3 – 3                                                                   | Germania                                                                | Amichevole                                                              | -                                                                       | 87’                                                                     |
| 15-11-2011                                                              | Basilea                                                                 | Germania                                                                | 3 – 0                                                                   | Paesi Bassi                                                             | Amichevole                                                              | -                                                                       | 88’                                                                     |
| 29-2-2012                                                               | Brema                                                                   | Germania                                                                | 1 – 2                                                                   | Francia                                                                 | Amichevole                                                              | -                                                                       | 70’ 88’                                                                 |
| 26-5-2012                                                               | Basilea                                                                 | Svizzera                                                                | 5 – 3                                                                   | Germania                                                                | Amichevole                                                              | -                                                                       | 78’                                                                     |
| 31-5-2012                                                               | Lipsia                                                                  | Germania                                                                | 2 – 0                                                                   | Israele                                                                 | Amichevole                                                              | -                                                                       | 88’                                                                     |
| 9-6-2012                                                                | Leopoli                                                                 | Germania                                                                | 1 – 0                                                                   | Portogallo                                                              | Euro 2012 - 1º turno                                                    | -                                                                       | 90+4’                                                                   |
| 13-6-2012                                                               | Charkiv                                                                 | Paesi Bassi                                                             | 1 – 2                                                                   | Germania                                                                | Euro 2012 - 1º turno                                                    | -                                                                       | 90+2’                                                                   |
| 17-6-2012                                                               | Leopoli                                                                 | Danimarca                                                               | 1 – 2                                                                   | Germania                                                                | Euro 2012 - 1º turno                                                    | 1                                                                       |                                                                         |
| 15-8-2012                                                               | Francoforte sul Meno                                                    | Germania                                                                | 1 – 3                                                                   | Argentina                                                               | Amichevole                                                              | -                                                                       | 74’                                                                     |
| 14-11-2012                                                              | Amsterdam                                                               | Paesi Bassi                                                             | 0 – 0                                                                   | Germania                                                                | Amichevole                                                              | -                                                                       | 82’                                                                     |
| 6-2-2013                                                                | Saint-Denis                                                             | Francia                                                                 | 1 – 2                                                                   | Germania                                                                | Amichevole                                                              | -                                                                       | 89’                                                                     |
| 29-5-2013                                                               | Boca Raton                                                              | Ecuador                                                                 | 2 – 4                                                                   | Germania                                                                | Amichevole                                                              | 2                                                                       | 90+1’                                                                   |
| 2-6-2013                                                                | Washington                                                              | Stati Uniti                                                             | 4 – 3                                                                   | Germania                                                                | Amichevole                                                              | -                                                                       | 46’                                                                     |
| 14-8-2013                                                               | Kaiserslautern                                                          | Germania                                                                | 3 – 3                                                                   | Paraguay                                                                | Amichevole                                                              | 1                                                                       | 27’ 81’                                                                 |
| 15-11-2013                                                              | Milano                                                                  | Italia                                                                  | 1 – 1                                                                   | Germania                                                                | Amichevole                                                              | -                                                                       | 67’                                                                     |
| 19-11-2013                                                              | Londra                                                                  | Inghilterra                                                             | 0 – 1                                                                   | Germania                                                                | Amichevole                                                              | -                                                                       |                                                                         |
| 14-11-2014                                                              | Norimberga                                                              | Germania                                                                | 4 – 0                                                                   | Gibilterra                                                              | Qual. Euro 2016                                                         | -                                                                       | 79’                                                                     |
| 18-11-2014                                                              | Vigo                                                                    | Spagna                                                                  | 0 – 1                                                                   | Germania                                                                | Amichevole                                                              | -                                                                       | 90+1’                                                                   |
| Totale                                                                  |                                                                         | Presenze                                                                | 19                                                                      |                                                                         | Reti                                                                    | 4                                                                       |                                                                         |

## Palmarès

### Nazionale
- Argento olimpico: 1

Rio de Janeiro 2016
- Campionato d'Europa Under-19: 1

2008

### Individuale
- Fritz-Walter-Medaille: 1

2006 (Under-17)
- Miglior giocatore degli Europei Under-19: 1

Rep. Ceca 2008